# Rostock Seawolves
El Rostock Seawolves es un equipo de baloncesto alemán con sede en la ciudad de Rostock, Mecklemburgo-Pomerania Occidental, que compite en la Basketball Bundesliga, la primera categoría del baloncesto alemán. Disputa sus partidos en el Stadthalle Rostock, con capacidad para 4.550 espectadores.

## Historia
El club se fundó en 1994 como EBC, pero no fue hasta 2007 cuando lograron ascender a la 1. Regionalliga. la antesala de las categorías nacionales, descendiendo al año siguiente. En 2012 cambió su nombre por el actual, EBC Rostock Seawolves. Tres años más tarde lograrían por primera vez el ascenso a la ProB, el tercer nivel del baloncesto alemán.
Jugaron cuatro temporadas en la ProB, hasta que en 2018 lograron el ascenso a la ProA, tras proclamarse subcampeón al perder la final de la competición ante el Basketball Elchingen 1999.

## Trayectoria
| Temporada | Nivel | Liga                  | Pos. |
| --------- | ----- | --------------------- | ---- |
| 2006–07   | 5     | 2. Regionalliga       | 2º   |
| 2007–08   | 4     | 1. Regionalliga       | 8º   |
| 2008–09   | 5     | 2. Regionalliga       | 1º   |
| 2009–10   | 4     | 1. Regionalliga       | 10º  |
| 2010–11   | 5     | 2. Regionalliga       | 1º   |
| 2011–12   | 4     | 1. Regionalliga       | 7º   |
| 2012–13   | 4     | 1. Regionalliga       | 3º   |
| 2013–14   | 4     | 1. Regionalliga       | 1º   |
| 2014–15   | 3     | ProB                  | 3º   |
| 2015–16   | 3     | ProB                  | 3º   |
| 2016–17   | 3     | ProB                  | 7º   |
| 2017–18   | 3     | ProB                  | 2º   |
| 2018–19   | 2     | ProA                  | 5º   |
| 2019–20   | 2     | ProA                  | 12º  |
| 2020–21   | 2     | ProA                  | 3º   |
| 2021–22   | 2     | ProA                  | 2º   |
| 2022–23   | 1     | Basketball Bundesliga | 9º   |

## Palmarés
2. Regionalliga
- Campeón (2): 2009, 2011

1. Regionalliga
- Campeón (1): 2014